# Heinrich Wilhelm von Gerstenberg
Heinrich Wilhelm von Gerstenberg (Tondern, Scheswig, 1737. január 3. – Lübeck, 1823. november 1.) német költő és bíráló.

## Élete
Tanulmányait Jénában és Altonában elvégezve, dán hadi szolgálatba lépett, részt vett az oroszok elleni háborúban. 1766-ban kilépett a hadseregből, 1775-ben dán konzul lett Lübeckben, 1785-ben altonai királyi lottóigazgató lett. Első munkája az anakreoni hangon írt Tändeleien (Lipcse, 1750); ezt követték: Prosaische Gedichte (Altona, 1759); Kriegslieder eines dänischen Grenadiers (Altona, 1762); Die Gedichte eines Skalden (Koppenhága, 1766); legismertebb Ugolino (Hamburg, 1786) című drámája, mely a Sturm und Drangperiode előfutárja, borzalmas tárgyát egy nemesi családnak éhhalállal való elpusztulása képezi. Gyöngébb a Minona (Hamburg, 1785) című melodrámája. Briefe über Merkwürdigkeiten der Litteratur, értékes irodalomtörténeti munka. Műveiből Vermischte Schriften cím alatt 3 kötet jelent meg (Altona, 1815).